# Kurdistán iraquí
El Kurdistán iraquí, oficialmente la Región de Kurdistán (en kurdo: هەرێمی کوردستان, Herêmî Kurdistan; en árabe: إقليم كردستان‎,  'Iiqlim Kurdistan) es una entidad federal autónoma de Irak, también conocida como Kurdistán Sur o Basur y como parte del Gran Kurdistán (kurdo: باشووری کوردستان, Başûrî Kurdistnê) es un organismo autónomo, reconocido por el Gobierno federal de Irak. Limita con Irán al este, Turquía al norte, Siria al oeste y con el resto de Irak al sur. Su capital es la ciudad de Erbil, conocida en kurdo como Hewlêr.
La guerra Irán-Irak en la década de 1980 y el genocidio de Anfal (una campaña del ejército iraquí) habían devastado a la población y la naturaleza de Kurdistán. Tras el levantamiento del pueblo kurdo de 1991 contra Sadam Huseín, los kurdos se vieron obligados a huir del país y a convertirse en refugiados en regiones fronterizas de Irán y Turquía. Después de la creación de la zona de prohibición de vuelos tras la primera guerra del Golfo en 1991 para facilitar el retorno de los refugiados kurdos, Kurdistán ha sido nombrado independiente de facto. La invasión de Irak en 2003 conjuntamente por una coalición encabezada por Estados Unidos y las fuerzas kurdas y los subsiguientes cambios políticos en el Irak post-Sadam dieron lugar a la ratificación de la nueva constitución iraquí en 2005. La nueva Constitución iraquí establece que el Kurdistán iraquí es una entidad federativa reconocida por Irak y por las Naciones Unidas.
Kurdistán es una democracia parlamentaria con una Asamblea Nacional que consta de 111 escaños. El último presidente fue Masud Barzani, elegido en las elecciones del Kurdistán iraquí de 2005 y reelegido en los comicios del 2009 (las elecciones se celebran cada cuatro años). Luego de las elecciones legislativas del 2013 su mandato fue extendido por dos años más. Finalmente dimitió el 1 de noviembre de 2017 tras el fracaso del referéndum de independencia del Kurdistán iraquí. Las cuatro gobernaciones de Duhok, Erbil, Halabja  y Solimania comprenden un territorio de unos 40 000 kilómetros cuadrados y una población de entre 4 y 4,5 millones de personas (2 % de cristianos caldeos y asirios). Siguen las controversias entre el Gobierno central iraquí y el Gobierno kurdo predominantemente kurdo sobre el control sobre territorios fuera de las actuales fronteras del Kurdistán iraquí.
Como una gran economía dentro de Irak, Kurdistán tiene las tasas de pobreza más bajas y el mayor nivel de vida de Irak. Es la región más estable y segura del país. Mantiene sus propias relaciones exteriores, y es sede de una serie de consulados y oficinas de representación de diversos países sobre todo Estados Unidos, el Reino Unido, Alemania, Francia, España, Italia, Suecia, Rusia y los Países Bajos.

## Etimología

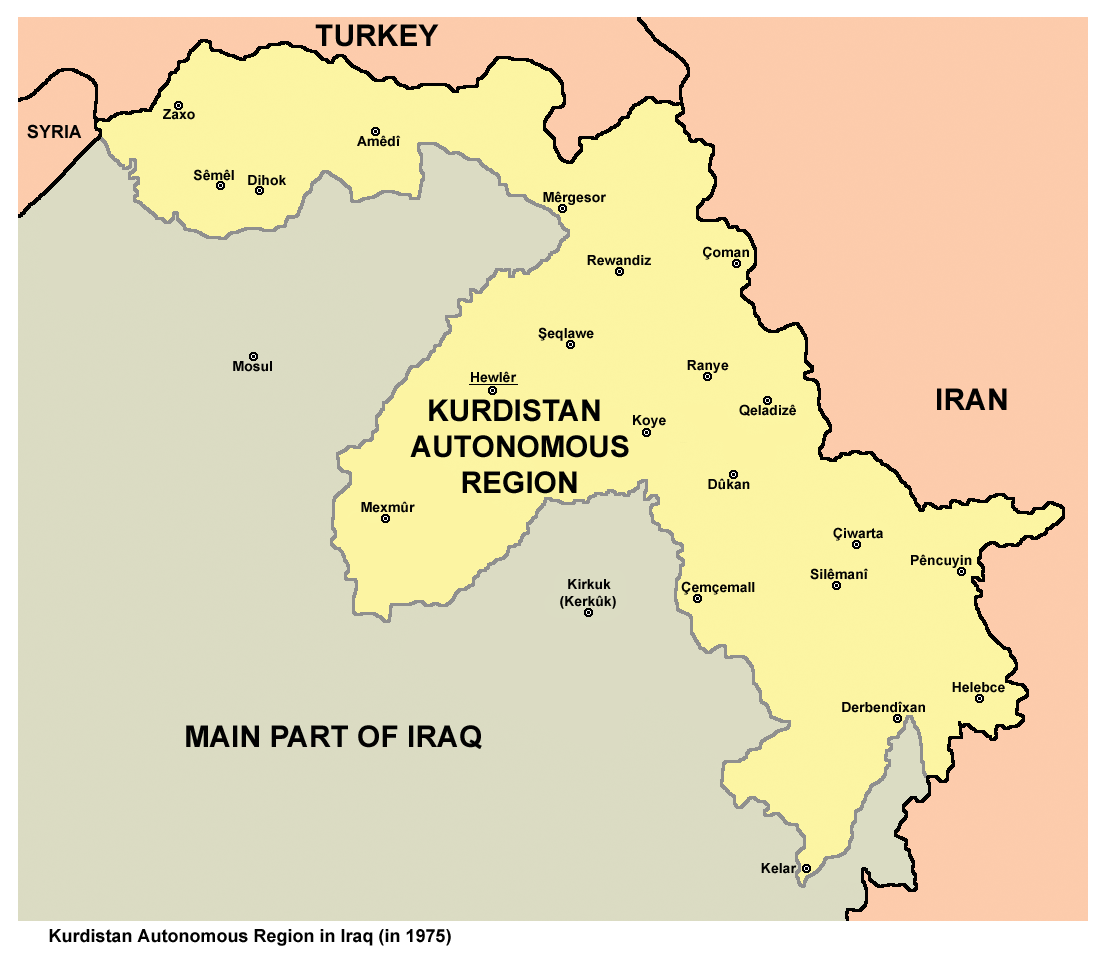

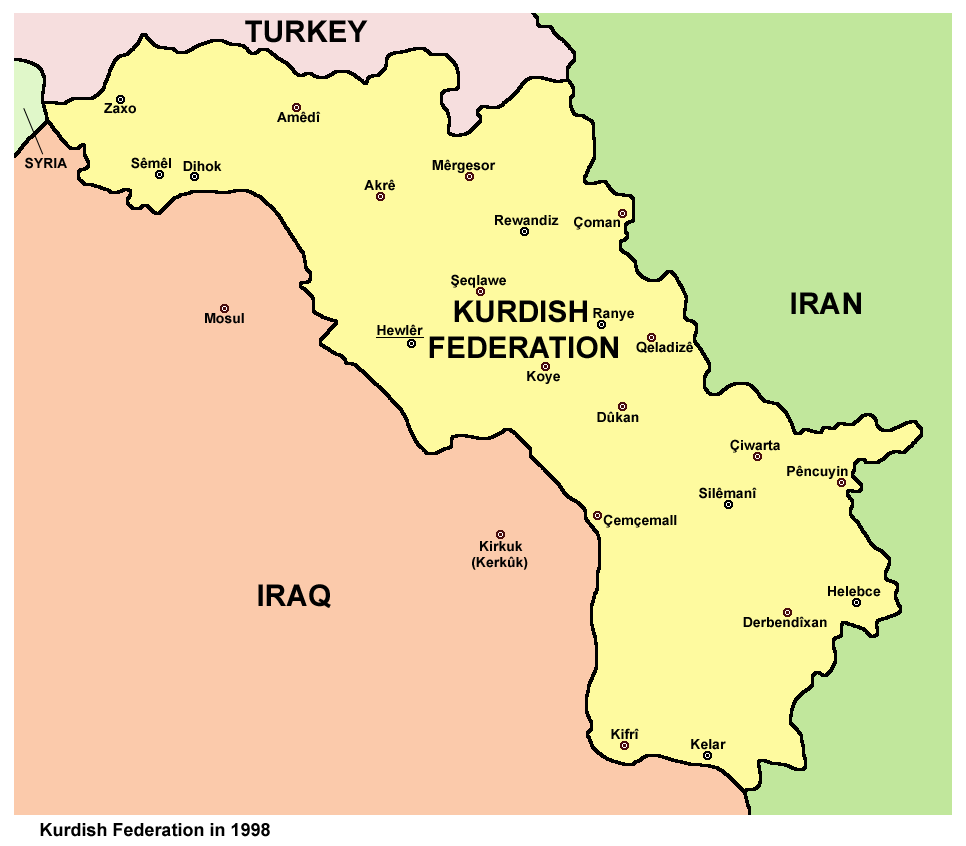

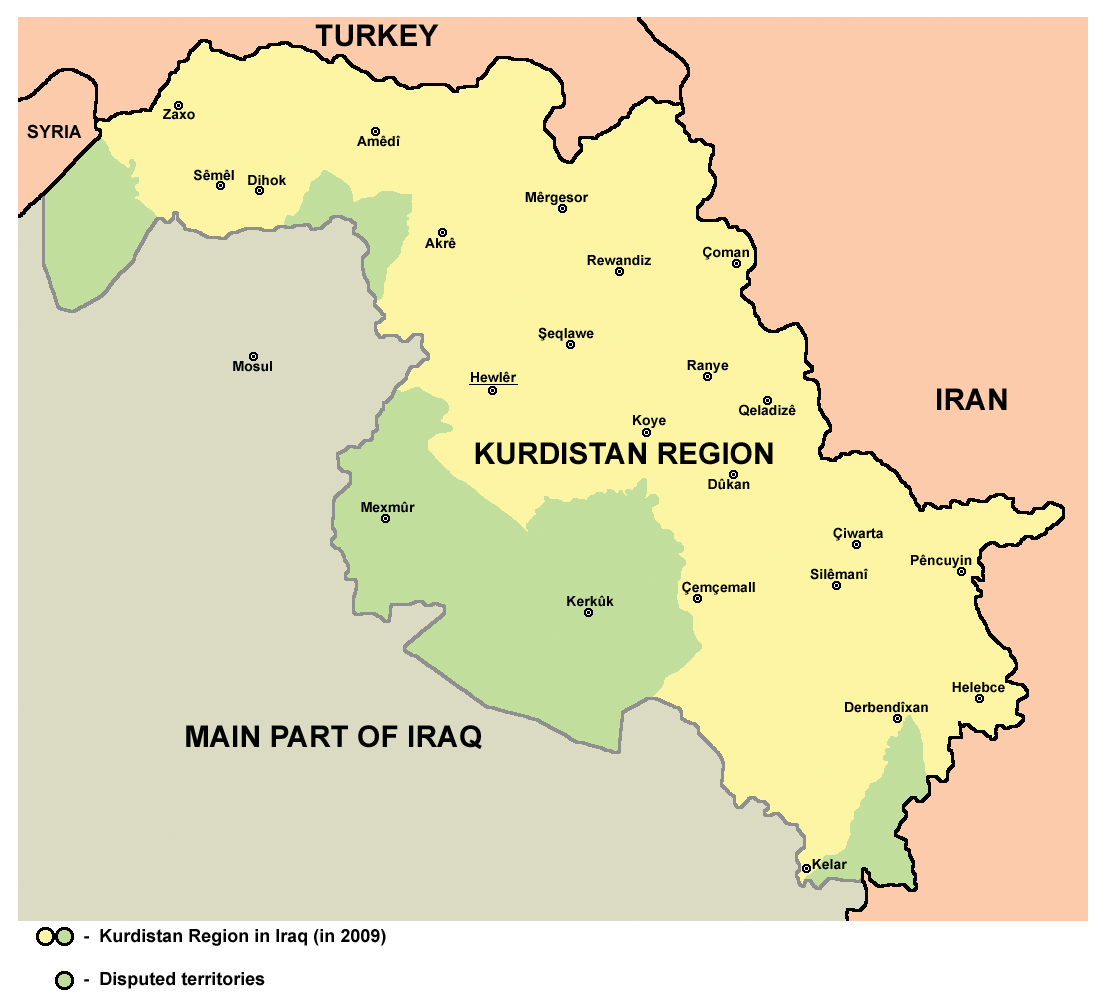

El nombre Kurdistán significa literalmente la tierra de los kurdos. El término kurdo a su vez se deriva del latín Cordueni, es decir, del antiguo Reino de Corduene, que se convirtió en provincia romana en el 66 d. C.
El gobierno regional se refiere asimismo como Kurdistán-Irak (o, simplemente, región del Kurdistán), para evita usar el nombre Kurdistán iraquí. El nombre completo de la administración local es el Gobierno Regional de Kurdistán (abrev. KRG).
Los kurdos se refieren también a la región como Kurdistana Başûr (Kurdistán Sur) o Başûrî Kurdistán (Kurdistán Sur o Sur del Kurdistán), en relación con su ubicación geográfica dentro de la totalidad de la región mayor conocida simplemente como Kurdistán.
Durante la administración del partido Baath en los años 1970 y 1980, la región fue llamada "Región autónoma kurda".

## Política y gobierno
Desde 1992, el Gobierno Regional de Kurdistán (KRG, en sus siglas en inglés) tiene por capital Erbil. El KRG tiene un Parlamento, elegido por votación popular, llamado Asamblea Nacional del Kurdistán iraquí, y un gabinete integrado por el PDK, el UPK y sus aliados (Partido Comunista Iraquí, el Partido Socialista de Kurdistán, etc). Estructural y oficialmente ambas partes muestran pocas diferencias. Al igual que de sus organizaciones internacionales, que son similares, y ambos tienen una estructura similar de autoridad.
Después de la invasión de Irak en 2003 los políticos kurdos estuvieron representados en el Consejo de Gobierno iraquí. El 30 de enero de 2005 se celebraron tres elecciones en la región: 1) para la Asamblea Nacional de Transición de Irak; 2) para la Asamblea Nacional del Kurdistán iraquí; y, 3) para los consejos provinciales. La Ley de la Administración del Estado de Irak para el Período de Transición reconoció la autonomía del Gobierno Regional de Kurdistán durante el intermedio entre la "plena soberanía" y la adopción de una constitución permanente.
El Gobierno Regional de Kurdistán actualmente es reconocido constitucionalmente y su autoridad recae sobre las provincias de Erbil, Dahuk y As Sulaymaniyah, así como la autoridad de facto sobre más de la mitad de Kirkuk (al-Ta'mim) y partes de las provincias de Diyala, Salah ad-Din y Nínive.

## Elecciones
Las Elecciones para la Asamblea Nacional de Kurdistán, se celebran cada cuatro años. Las últimas elecciones para el Parlamento del Kurdistán se celebraron el 30 de enero del 2005. La principal alianza política es la Alianza Democrática Patriótica de Kurdistán, que consiste en los principales partidos políticos en el Kurdistán. Masud Barzani fue nombrado presidente; en las elecciones del 25 de julio del 2009 fue reelegido para otro período de 4 años.
Cada consejo está compuesto por 41 miembros. La última elección del consejo de la gobernación de Kurdistán se celebró en 2005.

## Relaciones exteriores
A la región del Kurdistán se le permite tener sus propias relaciones exteriores sin hacer referencia a Bagdad. Las relaciones con los Estados vecinos siempre han sido tensas debido a la condición autónoma de la Región del Kurdistán en Irak. Esa condición es vista como una amenaza en países como Irán, Turquía y Siria, todos ellos con importantes poblaciones kurdas dentro de sus fronteras.
Kurdistán tiene numerosos consulados, oficinas de embajadas, oficinas comerciales y consulados honorarios de los países que quieren ver crecer su influencia y tener mejores relaciones con el Gobierno Regional de Kurdistán. A pesar de tener la mayor parte de la inversión extranjera directa en el Kurdistán, Turquía no ha abierto un consulado en la región del Kurdistán, pero si en una ciudad árabe en Irak. El Gobierno Regional de Kurdistán ha previsto abrir numerosas oficinas de representación en Europa.
El representante del Gobierno Regional de Kurdistán en los Estados Unidos es el hijo menor del presidente iraquí Jalal Talabani, Qubad Talabani. El alto representante del Gobierno kurdo en el Reino Unido es Bayan sami Abdul-Rahman, hija de Sami Abdul-Rahman, que fue asesinado en un ataque terrorista el 1 de febrero de 2004.

## Economía
La economía de la región del Kurdistán está dominada por la industria petrolera, la agricultura y el turismo. Debido a la relativa paz en la región tiene una economía más desarrollada en comparación con otras partes de Irak.
Antes de la remoción de Sadam Huseín, el Gobierno Regional de Kurdistán recibía aproximadamente el 13 % de los ingresos procedentes de Irak por concepto del programa "Petróleo por Alimentos". En el momento de la invasión de Irak en 2003, el programa había desembolsado $ 8,35 millones al gobierno regional. La seguridad alimentaria del Kurdistán iraquí permitió considerablemente más fondos para gastar en proyectos de desarrollo que en el resto de Irak. Al final del programa en 2003 $4.000.000 del programa petróleo por alimentos seguían siendo fondos no utilizados.
El Erbil International Hotel fue completado en 2004 y marcó el comienzo de un boom de la construcción en Erbil y el resto del Kurdistán.
Tras la eliminación de Sadam Huseín y la posterior violencia, las tres provincias se integraron plenamente en el marco del Gobierno Regional de Kurdistán de control y son las únicos tres provincias en Irak clasificadas como "seguras" por los militares de EE. UU.. La relativa seguridad y la estabilidad de la región ha permitido al gobierno regional firmar una serie de contratos de inversión con empresas extranjeras. En 2006, el primer pozo de petróleo desde la invasión de Irak fue perforado en la región del Kurdistán por la empresa noruega de energía DNO. Los primeros indicios son que el campo petrolero contiene al menos 100 millones de barriles (16.000.000 m 3) de petróleo y habrán 5.000 barriles de bombeo por día a principios de 2007. El Gobierno regional ha firmado la exploración de acuerdos con otras dos empresas petroleras: canadiense Western Oil Sands y Sterling Energy del Reino Unido.
La estabilidad de la región del Kurdistán le ha permitido alcanzar un mayor nivel de desarrollo que otras regiones en Irak. En 2004, el ingreso per cápita fue de 25% más que en el resto de Irak. El gobierno sigue recibiendo una parte de los ingresos procedentes de las exportaciones de petróleo de Irak, y pretende aplicar una ley de inversiones extranjeras. El gobierno también tiene planes para construir una ciudad mediática en Erbil y las zonas de libre comercio cerca de las fronteras de Turquía e Irán.
Desde 2003, la economía más fuerte del Kurdistán ha atraído alrededor de 20.000 trabajadores de otras partes de Irak. Según el presidente iraquí Jalal Talabani, desde 2003 el número de millonarios en la ciudad kurda de Silêmani ha aumentado del 12 a 2000, lo que refleja la actividad financiera y el crecimiento económico de la región.

## Geografía

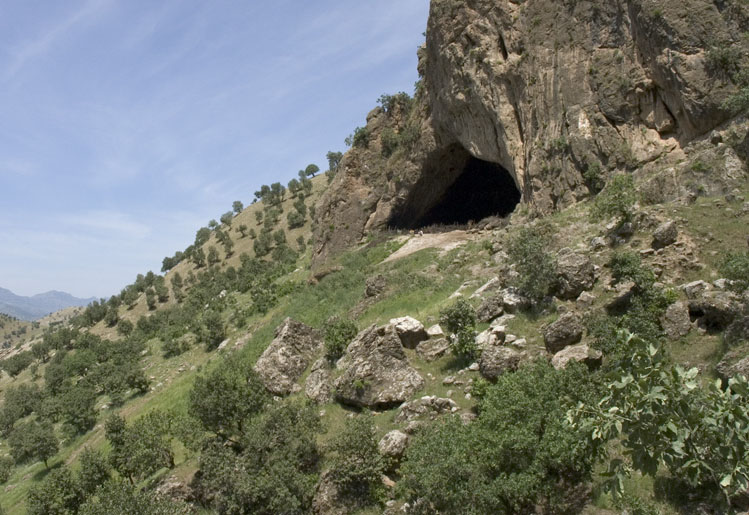
Cueva de Shanidar en el Kurdistán iraquí.

La región del Kurdistán es en gran parte montañosa, siendo el punto más alto 3611 m (11 847 pies) el punto conocido localmente como Cheekha Dar (Carpa negra). Las montañas son parte de la mayor cadena montañosa de los Zagros, que está presente en Irán también. Hay muchos ríos que fluyen a través de las montañas y el funcionamiento de la región se destaca por sus tierras fértiles, abundancia de agua, y la naturaleza pintoresca. El río Tigris entra en Irak desde la región del Kurdistán después que fluye desde Turquía.
La naturaleza montañosa del Kurdistán, la diferencia de temperaturas en sus distintas partes, y la riqueza de sus aguas, hacen del Kurdistán una tierra para la agricultura y el turismo. Además de varios minerales, el petróleo en particular, que durante mucho tiempo se extrae a través de oleoductos a través de Kurdistán en Irak. Además, hay varios lagos pequeños como el lago de Duhok.
En las partes occidental y meridional de la región del Kurdistán, la zona no es tan montañosa como en el este. Se trata de colinas y llanuras que a veces constituyen la zona. El área, sin embargo, es más verde que el resto de Irak.
El término "el norte de Irak" es un poco ambiguo en su uso geográfico. "Norte" generalmente se refiere a la región del Kurdistán. "Centro" y "Sur" o "Centro-Sur", cuando a título individual se refiere a las otras zonas de Irak o del resto del país que no es la región del Kurdistán. La mayoría de los medios de comunicación se refieren continuamente a las fuentes de "Norte" y "el norte de Irak" como en cualquier lugar al norte de Bagdad.

## Divisiones administrativas
Kurdistán está dividido en cuatro provincias (en kurdo: Parêzge), sin incluir otras provincias iraquíes que pueden convertirse en parte del Kurdistán. Las gobernaciones de Duhok, Erbil, Halabja y Sulaymaniya forman la actual región de Kurdistán. Cada una de estas provincias se dividen en distritos con un total de 26 distritos. Cada distrito se divide en subdistritos. Las Gobernaciones tienen una capital, mientras que los distritos y subdistritos tienen centros de distrito.

## Autonomía y búsqueda de independencia
El presidente del Kurdistán iraquí, Masud Barzani, da por inminente la desintegración de Irak y la independencia de la región autónoma kurda, la única que hoy existe en el país. "Este Irak ya está terminado. Los kurdos tendremos un Estado", afirmó Barzani en una entrevista publicada por el diario La Stampa. "El Kurdistán iraquí ya es de facto independiente". Para el líder kurdo, "en el Oriente Medio y en Europa la historia ha demostrado que los Estados resultantes de la Primera y la Segunda Guerra Mundial son una realidad insostenible, ficticia". "Checoslovaquia y Yugoslavia se han desvanecido, como está sucediendo hoy en día con el legado de Sykes-Picot", dijo Barzani. Por el acuerdo Sykes-Picot se conoce el pacto secreto por el que Gran Bretaña y Francia se repartieron las esferas de influencia en el Oriente Medio tras la derrota del Imperio otomano en la Primera Guerra Mundial. "Los kurdos tienen derecho a tener su propio estado, como los países de Europa Oriental", subrayó Barzani, seguro de que los árabes se verán obligados a aceptar la independencia kurda.
Su estatus está consagrado en la Constitución que fue aprobada en 2005, dos años después de derrocado el régimen de Sadam Huseín. La autonomía tiene presidente, Gobierno, Parlamento y fuerzas de defensa propias, los peshmerga.